# Blu Mankuma
Blu Mankuma (* 5. Juli 1948 in Seattle, Washington) ist ein US-amerikanischer Schauspieler.

## Leben
Der Afro-Amerikaner Mankuma war in seiner Jugend am Widerstand der farbigen Minderheit in den USA gegen Unterdrückung und Diskriminierung beteiligt. Als in den 1960er Jahren der Vietnam-Krieg ausbrach, stand der bekennende Pazifist Mankuma in Opposition zu diesem und weigerte sich, dem Einberufungsbefehl nachzukommen. Stattdessen verließ er die USA, siedelte nach Vancouver/Kanada über und begann dort seine Karriere als Schauspieler.
Weltbekannt wurde Mankuma durch die Rolle des Sklaven Jim in der Fernsehserie Die Abenteuer von Tom Sawyer und Huckleberry Finn. Des Weiteren wirkte er in zahlreichen Fernsehproduktionen mit, wie z. B. Nick Knight – Der Vampircop, RoboCop und Beast Wars.
Neben seiner Tätigkeit als Schauspieler ist Mankuma auch Musiker. Er singt und schreibt eigene Songs. Mit seiner Familie lebt er heute in Vancouver.

## Filmografie (Auswahl)
- 1979: Die Abenteuer von Tom Sawyer und Huckleberry Finn (Huckleberry Finn and his Friends, Fernsehserie)
- 1987–1990: 21 Jump Street – Tatort Klassenzimmer (21 Jump Street, Fernsehserie)
- 1989: Kuck mal, wer da spricht! (Look Who’s Talking)
- 1990: Ein Vogel auf dem Drahtseil (Bird on a Wire)
- 1990: Das Rußland-Haus (The Russia House)
- 1991: K2 – Das letzte Abenteuer (K2)
- 1992: Knight Moves – Ein mörderisches Spiel (Knight Moves)
- 1993: Die Abservierer (Another Stakeout)
- 1993: Akte X – Die unheimlichen Fälle des FBI (The X-Files, Fernsehserie, Episode 1x07)
- 1994–95: M.A.N.T.I.S.
- 1997: Noch einmal mit Gefühl (That Old Feeling)
- 1998: Bone Daddy – Bis auf die Knochen (Bone Daddy)
- 1999: Zugfahrt ins Jenseits (Atomic Train)
- 2000: Relic Hunter – Die Schatzjägerin (Relic Hunter, Fernsehserie, 1 Folge)
- 2000: Bonhoeffer – Die letzte Stufe
- 2001: Halloweentown II (Halloweentown II: Kalabar’s Revenge)
- 2002: Santa Clause 2 – Eine noch schönere Bescherung (The Santa Clause 2)
- 2002: Stargate SG-1 (Fernsehserie, Episode 6x05)
- 2004: The Final Cut – Dein Tod ist erst der Anfang (The Final Cut)
- 2006: Connors’ War
- 2006: Supernatural (Fernsehserie, Episode 2x05)
- 2007: Tin Man – Kampf um den Smaragd des Lichts (Tin Man, Miniserie)
- 2008: Abenteuer in Jerusalem – Jesus und die Tiere (At Jesus’ Side, Stimme der Dogge Ulysses)
- 2009: 2012
- 2010: Der letzte Ritt des Ransom Pride (The Last Rites of Ransom Pride)
- 2012: Upside Down
- 2012: Fringe – Grenzfälle des FBI (Fringe, Fernsehserie, 1 Folge)
- 2013: Delete – Das Cyber-Armageddon (Delete, Fernsehzweiteiler)